# Одесский государственный университет внутренних дел
Одесский государственный университет внутренних дел (укр. Одеський державний університет внутрішніх справ) — одно из старейших и ведущих высших учебных заведений МВД Украины IV уровня аккредитации.

## История
Основан 27 февраля 1922 года как школа подготовки старших и младших милиционеров соответствии с приказом № 56 начальника Одесской губернской милиции на базе курсов старших и младших милиционеров при Одесской губернской милиции.
За период с 1922 года по 1941 год школой подготовлено более 1300 специалистов для органов внутренних дел.
В первые дни Великой Отечественной войны функции школы как учебного заведения полностью изменились — вместо подготовки кадров НКВД она была привлечена как боевая единица для решения ряда вопросов по обеспечению общественного порядка во время налёта вражеских самолётов, для задержания дезертиров, для непосредственной борьбы со шпионами, с расхитителями, спекулянтами и мародёрами. Школа содействовала в мобилизации населения для создания оборонительных рубежей вокруг Одессы, а также баррикад в самом городе, по выполнению других важных для военного времени работ.
По инициативе руководства школы был создан Отряд особого назначения войск НКВД Одесского оборонительного района. 26 августа 1941 в приказе № 011 войск Приморской армии отмечалось: «Сформировать УНКВД по Одесской области отряд войск особого назначения в количестве 1200 человек, зачислить на все виды довольствия кроме денежного».
Отряд стал тактическим резервом командования Приморской армии, а его мобильность позволяла перебрасывать конкретное количество бойцов для решения локальных боевых задач.
Отряд войск особого назначения, как и все работники милиции Одессы, оставил город по приказу Ставки. В ночь на 8 октября личный состав рот с переднего края был отправлен в тыл. Рядовой и сержантский состав был передан 95-й стрелковой дивизии непосредственно у командного пункта генерал-майора Воробьева в Холодной Балке. Офицерский состав был эвакуирован 10 октября в Крым
15 апреля 1945 года школа возобновила свою деятельность.
1952 года школа реформирована в Одесскую специальную среднюю школу милиции МВД СССР.
1992 года согласно приказу МВД Украины от 11.03.1992 № 139 Одесскую специальную среднюю школу милиции реорганизовали в Одесское училище милиции МВД Украины, согласно Закону Украины «Об образовании» становится высшим учебным заведением. Первым начальником училища стал полковник внутренней службы (позднее - генерал-майор милиции) Думко Феофан Каленикович.
12 декабря 1994 года постановлением Кабинета Министров Украины № 818 и приказом МВД Украины № 108 от 20 февраля 1995 на базе училища милиции был создан Одесский институт внутренних дел МВД Украины.
16 ноября 2001 года постановлением № 1491 Кабинета Министров Украины и приказом МВД Украины № 47 от 18 января 2002 г. создан Одесский юридический институт Национального университета внутренних дел.
8 сентября 2005 года постановлением № 880 Кабинета Министров Украины и приказом МВД Украины № 827 от 27 сентября 2005 г. создан Одесский юридический институт Харьковского национального университета внутренних дел .
22 февраля 2008 года постановлением № 77 Кабинета Министров Украины и приказом МВД Украины № 113 от 17 марта 2008 г. создан Одесский государственный университет внутренних дел.

## Руководство
Ректор университета — Давиденко Вячеслав Витальевич.
Проректор государственного университета — Никитин Анатолий Анатольевич.
Проректор государственного университета — Корниенко Максим Викторович.
Проректор государственного университета — Подгородинский Вадим Николаевич.

## Структура университета
- докторантура и аспирантура;

- факультет подготовки специалистов для подразделений криминальной полиции;

- факультет подготовки специалистов для подразделений превентивной деятельности;

- факультет подготовки специалистов для органов досудебного расследования;

- Херсонский факультет;

- учебно-научный институт права и кибербезопасности: факультет № 1, факультет № 2;

- центр специализации и повышения квалификации, 6 общеуниверситетских и 15 факультетских кафедр, отделы, службы и подразделения обеспечения.

## Учебный процесс
Учебный процесс обеспечивает научно-педагогический состав из более чем 160 человек, среди которых 28 докторов наук (из них 20 профессоров) и около 137 кандидатов наук (из них 73 доцента). Кроме научных достижений, большинство педагогов имеет большой опыт практической работы в действующих подразделениях судебных и правоохранительных органов, что является крайне важным для подготовки будущих юристов и сотрудников полиции.

## Персоналии
Долженков, Александр Фёдорович